# Famille Soranzo
 (juillet 2024).
La famille Soranzo est une famille patricienne de Venise, d'origine romaine.

## Historique
Ils s'établirent à Burano, venant d'Altino en 456.  Ils entrèrent au Maggior Consiglio en 747. Enrichie de commerce et de banque, la famille donna à la république un doge, Giovanni Soranzo au XIVe siècle, ainsi que divers hommes politiques et hommes d’armes:
Marco, Marin, deux Vittore, Gabriele, Giacomo et Lorenzo furent tous procurateur de Saint-Marc et généralissimes de la république de Venise.

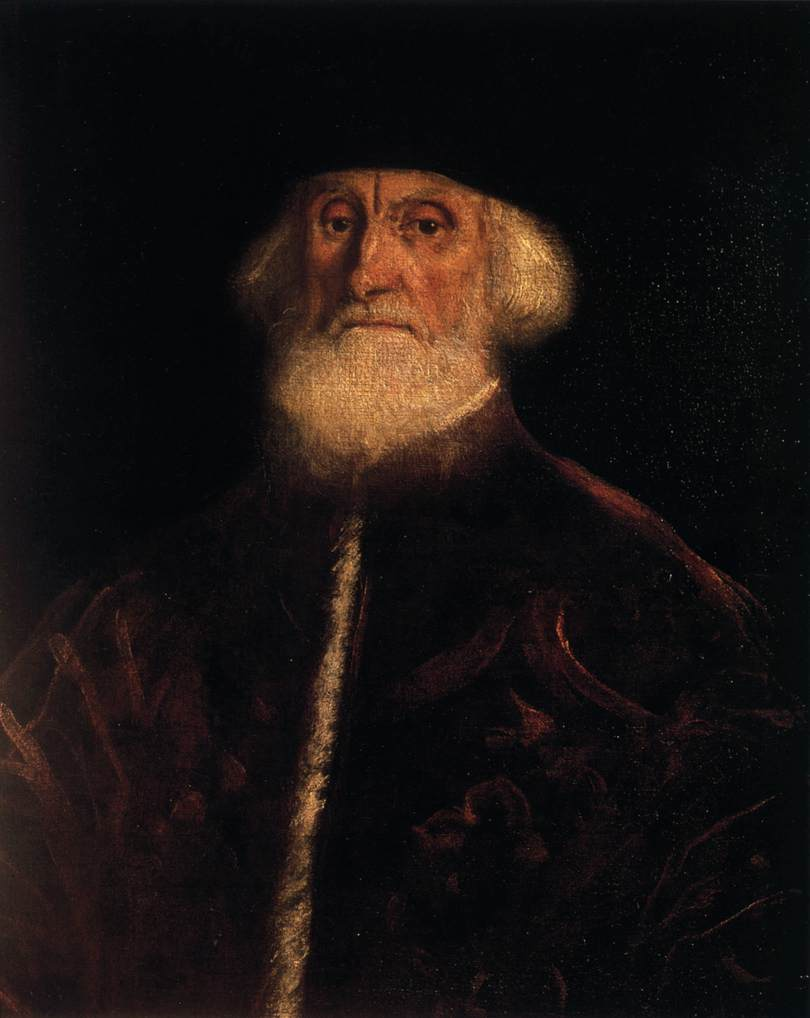
Jacopo Soranzo, 1550
Castello SforzescoMilan

Girolamo fut ambassadeur auprès des empereurs Rodolfo et Matthias et auprès d'Urbain VIII ; Lazare (XVIe – XVIIe siècles) fut historien de l'Empire ottoman ; Giovanni (XVIIe siècle) fut poète et écrivain en prose ; Iacopo (env. 1780) rassembla une grande bibliothèque de 4 000 manuscrits pour le libraire padouan Scapin (1780), qui se trouve à la Biblioteca Marciana ; Girolamo (vers 1895) fut l'auteur de la suite de l'Essai sur la bibliographie vénitienne de Cicogna.
Les Soranzo financèrent la construction de l'église San Samuele et de la façade de l'église Santa Giustina.
Cette famille se distingua dans les guerres contre les Turcs, en particulier avec Benedetto Soranzo, qui eut le commandement de la galère Cristo Risuscitato pendant la bataille de Lépante de 1571. Pendant la bataille, l'équipage fut exterminé par les Ottomans et lui-même fut gravement blessé par trois coups de hache. Il demanda l'extrême onction et fit exploser la galère avec tout l'équipage.
Les Soranzo de San Trovaso étaient apparentés avec les Correr de San Marcuola. La branche s'éteignit en 1771 avec le moine Gregorio, né Giulio.
Les Soranzo de San Gregorio avaient beaucoup de bâtiments près des fondations homonymes, dont des briqueteries et ils les conservèrent jusqu'à la chute de la république de Venise.

## Les Soranzo en peinture
Le procurateur Jacopo Soranzo, fit faire deux portraits de lui par le Tintoret, vers 1550, un an avant sa mort. Une toile de 106 × 90 cm, qui provient de la Procuratie de Supra, est aujourd'hui conservée aux Gallerie dell'Accademia de Venise. L'autre toile de 75 × 60 cm, se trouve à la pinacothèque du Castello Sforzesco à Milan.
Le Tintoret fit également en 1553, le portrait de Lorenzo Soranzo à l'âge de 35 ans. Cette toile de 114 × 95,5 cm, est conservée au Kunsthistorisches Museum de Vienne. Une étude préparatoire à ce portrait, dénommée Portrait présumé de Lorenzo Soranzo, (toile de 63 × 51 cm), est conservée au musée d'Arts de Nantes.

## Armes

Les armes des Soranzo.

Les armes de la famille se blasonnent ainsi : d'or tranché d'azur.

## Demeures
- Palais Soranzo Piovene
- Palais Soranzo dell'Angelo
- Petit palais Soranzo
- Palais Soranzo a San Stin
- Palais Soranzo Pisani

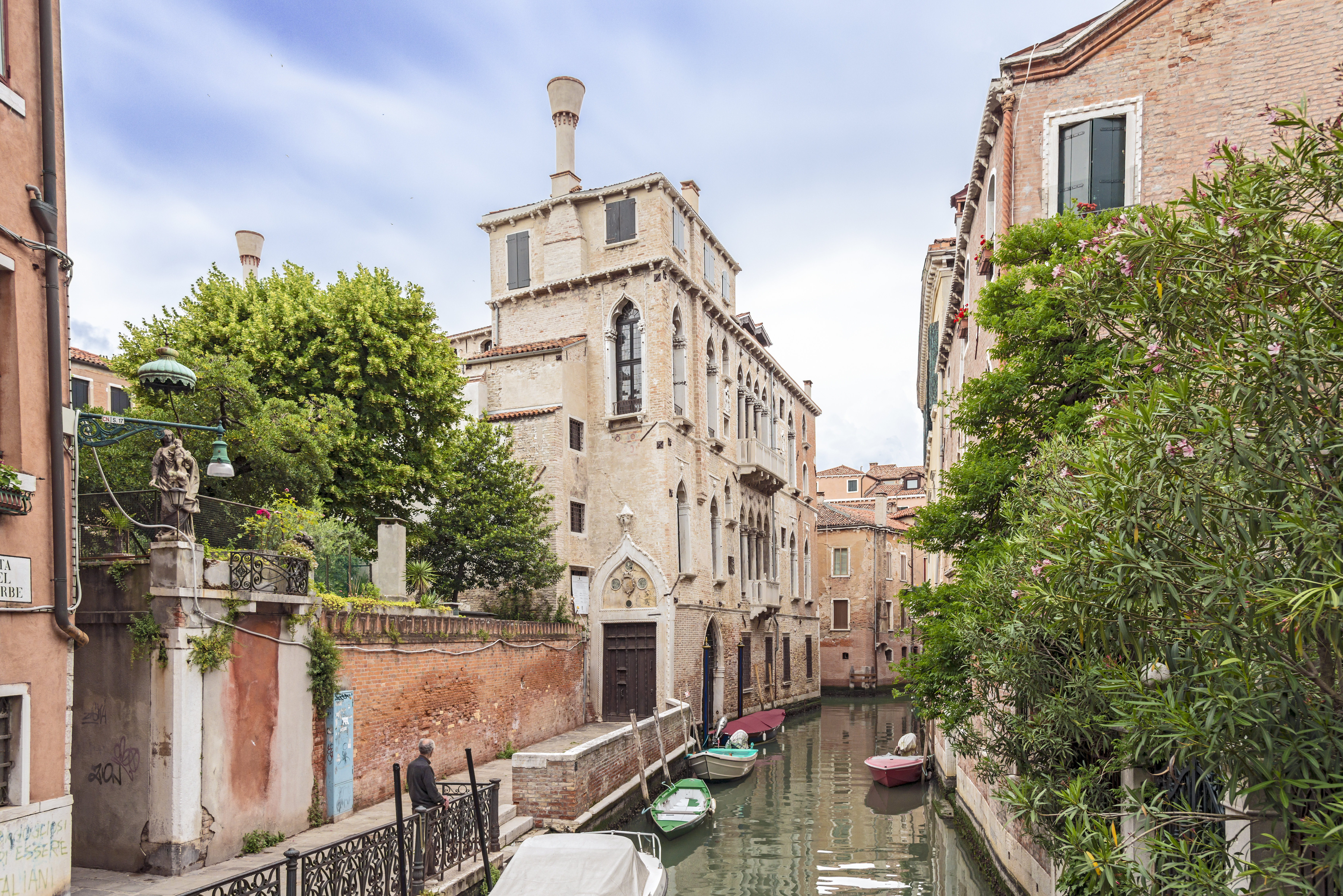
Palais Soranzo Van Axel (it)
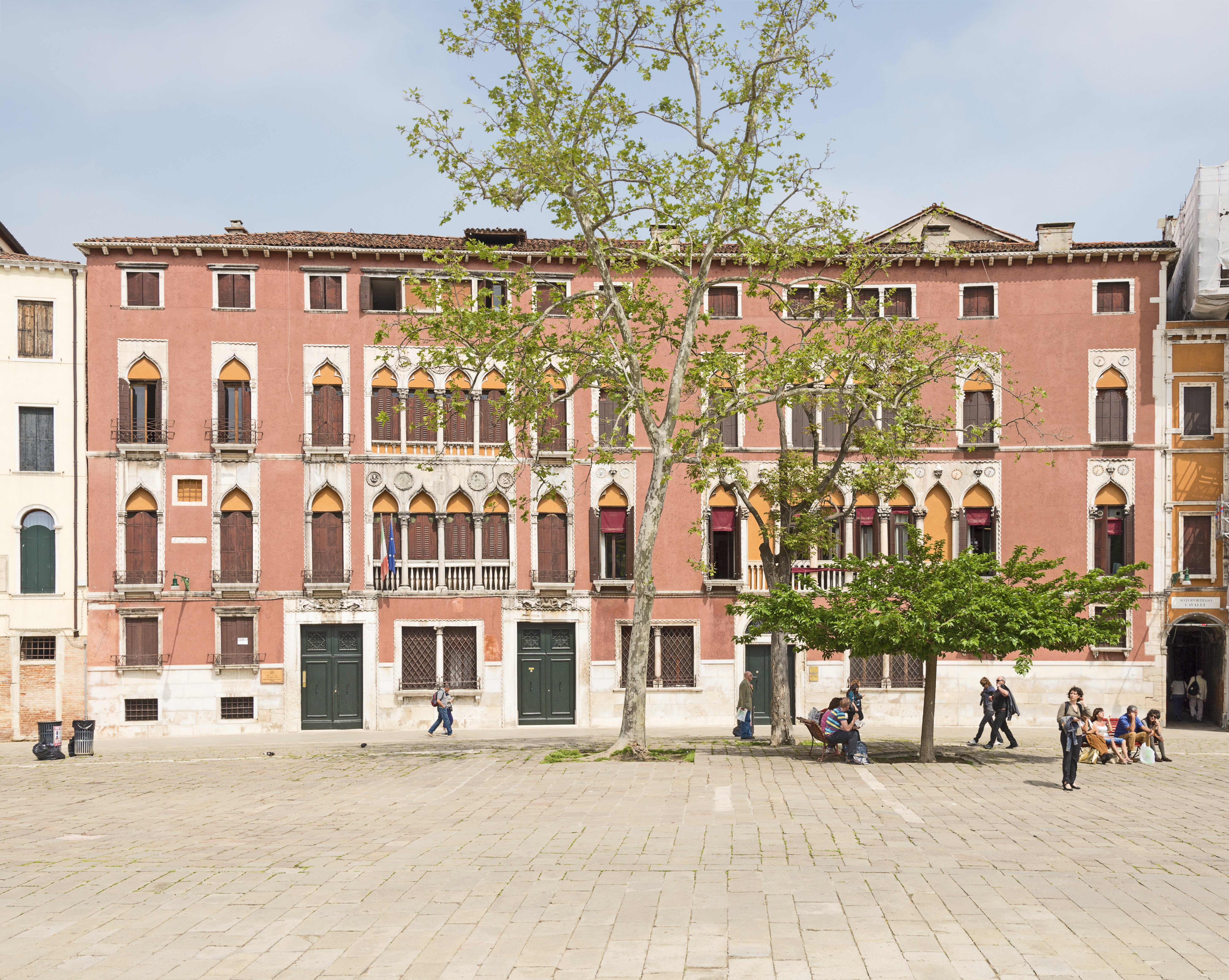
Palais Soranzo Campo San Polo
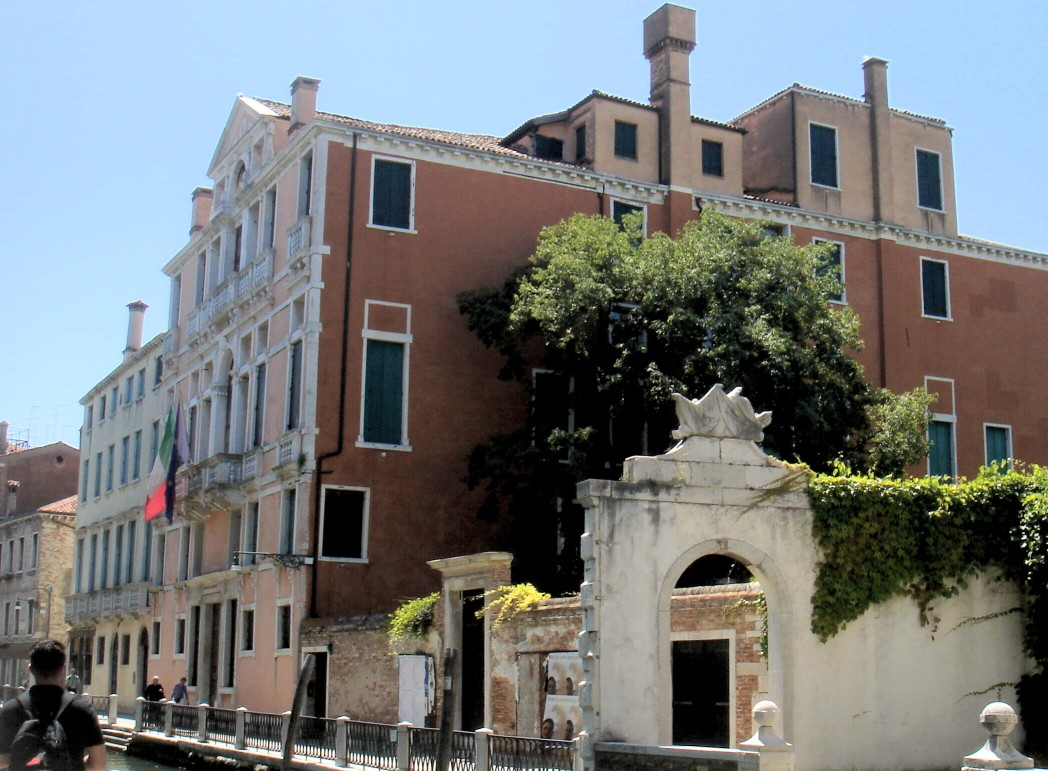
Palais Bragadin Soranzo Cappello (en)
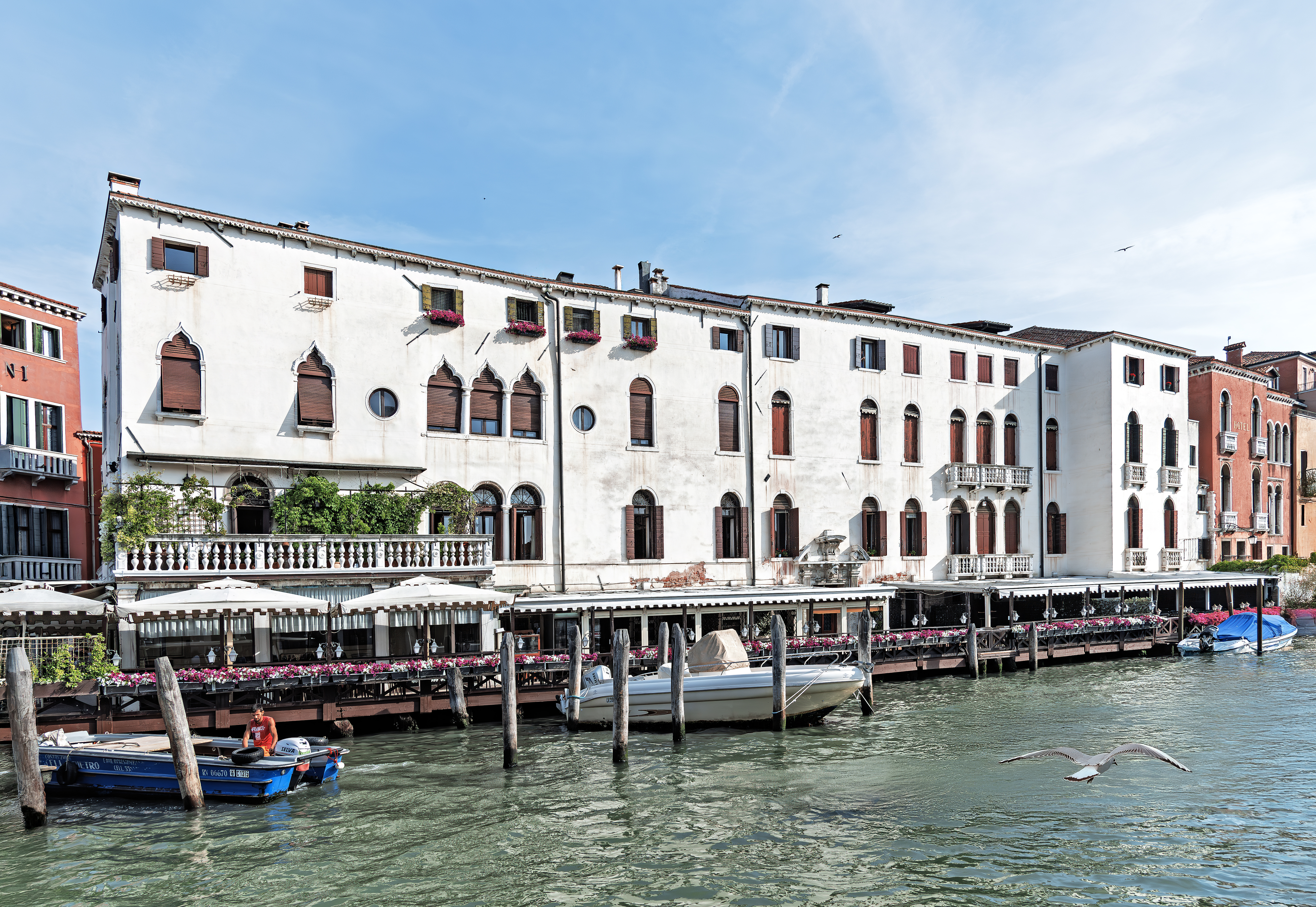
Palais Soranzo Calbo Crotta (it)